# 国民革命军骑兵第七师
国民革命军骑兵第七师是1935年至1949年国民革命军中央嫡系的骑兵师。

## 历史
1935年8月，国民政府中央陆军整理处以分驻在河南归德、驻马店等地中央嫡系的3个骑兵旅组建骑兵第七师，开驻河南陕县结集整训。旅改团时都是挑选的强兵、壮马。武器统一为七九口径，中正式步马枪，捷克式轻机枪，马克沁重机枪，八二迫击炮、另外还配有枪榴弹、掷弹筒等轻便武器。编成后全师官兵约有6000余，乘马7000余匹。隶属于何柱国的骑兵军。该师装备德国骑兵装具，被称为“铁帽子师”，日军称之为“北支铁头军”。编制为6000余人，马匹6000多匹，车辆12台，枪支4500支，轻机枪156挺，重机枪36挺，82迫击炮24门，37毫米平射炮6门，75毫米骑炮6门，20毫米高射炮6门。
- 师长门炳岳（行营高级参谋，保定军校第一期骑兵科）。继任师长朱钜林（1940年2月）、张绍成（1943年10月）
- 副师长刘凤岐（原骑兵第13旅旅长，行伍出身，在战场上作战经验丰富，门炳岳对其看不上）/朱钜林/吕融（1940年7月升任）
- 参谋长肖克威
- 骑兵第19团：驻归德骑兵第11旅缩编，原旅长胡竞先（黄埔军校潮州分校第二期、1927年保送日本骑兵学校乙种班）留任少将团长，因师长门炳岳欲从该部抽调兵马因此二人关系敌对，但深得留日学长、骑兵军长何柱国器重。胡竞先练兵方法完全搬自日本，对下级压制，打骂士兵，要求全团官兵绝对服从。抗战爆发时团长朱钜林（中央军校六期骑科）/刘旭东。
- 骑兵第20团：骑兵第1旅缩编，团长张植豫，用江湖作风带兵，该团官兵磕头拜把子成风，训练应付。师长门炳岳对此极为反感。抗战爆发时团长张绍成（中央军校六期骑科）。1940年春吕融（吕纪化）继任。
- 骑兵第21团：骑兵第13旅缩编，团长张春芳，战场上指挥骑兵作战颇有经验，对门炳岳唯命是从。该团前身是冯玉祥西北军骑兵第四师。中原大战后这个师在东明县改编为骑兵第一师。1933年改编为骑兵第13旅。抗战爆发时团长胡逢泰。

1935年秋调陇东围剿陕北苏区，驻固原。1935年10月7日骑兵第19团于固原的青石嘴一带，遭长征中的中央红军突击，从晨六时战至下午四时许，胡团伤亡惨重，其间胡竞先几次派人向师部求援，门炳岳指挥的骑七师所属另外两团据守瓦亭一带，距离战场不足二十里而不加入战斗。天黑后，中央红军主力由骑19团与骑7师主力之结合部穿越封锁线胜利前往陕北。红军军史称此役为青石嘴大捷。《长征组歌》歌词中“势如破竹捣敌骑”即指此战。当时驻守固原城的马鸿宾部第三十五师骑兵团团长马培清回忆：“红军与胡竟先团接触后，胡要我增援，我未予置理。入夜，该团中校团附朱某带领百余人到达固原附近，与我团因误会冲突。经联系才知道胡团已被红军击溃，团长下落不明。次日拂晓，团长胡竟先到了固原，谈到该团有两个连被消灭，两个连被击溃，损失惨重。”胡竞先团向固原运送军用物资的两个骑兵连被中央红军歼灭，缴获战马100多匹及10多辆马车的军用物资，以缴获的战马组建了红军骑兵侦察连，共军骑兵部队由此诞生。胡竞先在其晚年回忆录中写：“窃揣门师长用意，系陷余团孤战，欲假红军之手杀余，其狠毒加余一人，固无足论，而遗国家日后之大祸，其罪实无可恕，岂非气数也哉？”战后胡竞先向军长何柱国请辞团长，何柱国经查证，以胡竞先“敢战而无功，事出有因”上报层峰，并温言慰之，益增门炳岳妒忌。待至息战驻防，胡竞先留恐及祸，再次请辞。何柱国为挽留他，欲以军部参谋长相聘。胡竞先感其恩，但去意已定，1935年10月返调任中央陆军军官学校骑兵科少将科长。
1935年10月陕北吴起镇战斗中，骑兵第21团遭重创。1936年春，骑7师驻防陕北耀县。
师长门炳岳与东北军格格不入，一直想脱离东北军序列，给国民政府军事委员会打报告要求北上抗日。1936年10月，门炳岳率该师由西安开往绥东的平地泉、丰镇、卓资山沿平绥铁路一带驻防，从而脱离了何柱国骑兵军，改隶晋绥军骑兵司令赵承绶领导，门炳岳兼任骑兵副司令。骑兵第7师运动途中未及参加绥远抗战百灵庙战役。
1937年10月，骑七师在商都与日军打了第一仗；沿平绥线经归绥、包头沿前山大道往后套撤退，沿途撤退的军民人喊马叫、哭天喊地、人马杂踏、倒毙途中、情景惨不忍睹。骑七师退到西山嘴后，门炳岳以此有利地形阻击追逐而来的日伪军，经2日阵地抗击、骑兵侧击，日伪军伤亡惨重，一口气由西山嘴后撤二百余里，到离包头只有百十里的三顶帐篷一带，得到包头援兵接应才停止后退。此战稳定了没有主力部队的后套局势。门炳岳骑7师在后套为了维持地方治安，相继收容了退至此的各路杂牌部队和当地地方武装，向中央请拨军费以维持这部分队伍。中央在批拨军费的同时，1937年10月17日准其扩大组建骑兵第六军：
- 军长门炳岳兼绥西警备司令部（五原）司令
- 骑兵第7师：门炳岳兼师长。
- 新编骑兵第4师：1936年底大汉义军骑兵第1旅反正后改编为晋绥军新编骑兵第2旅。1937年8月扩编为新骑4师。师长石玉山。
- 第五旅：旅长安华亭

门炳岳在五原成立了“政务处”，图谋当绥远省主席。
1939年傅作义回师后套，设立第八战区副司令长官部，骑兵第六军（仅辖骑七师)隶属之。1939年2月，裁撤骑兵第六军番号，改隶第八战区。1939年10月恢复骑兵第六军，由军事委员会直辖，仅辖骑兵第7师，门炳岳任军长兼师长。1939年12月包头战役，骑7师从黄河南岸绕路伊盟袭扰破萨县以东的平绥铁路桥梁，以阻止归绥及二十四顷地两方面敌人向包头增援。日军由铁路畅行无阻增援，迫使傅军撤离包头。骑七师奉命由河套出发经伊盟达拉特旗及新民堡，渡过冰桥后以一个团的兵力进攻萨县，一个团留在师部作预备队，同时监视二十四顷地方向的敌人；当夜完成破坏铁路桥梁的任务后，拂晓前同时将佯攻萨县的部队全部撤到萨县以南七民胡芦头一带：次日上午九时左右，二十四顷地的敌人出动，与二十团接触。日落前全师队伍转移到那令沟一带渡过黄河，又从那令沟转移新民堡。此时由傅作义指挥的攻包部队受挫后撤，途中骑七师与傅的电台失掉联络，骑七师只好沿黄河南岸西撤。1940年1月绥西战役，骑兵第7师在在西山嘴、 马七渡口、杨高明圪旦等地区抗击南路的日军骑兵集团、独立混成第2旅和绥西联军。1940年2月五原抗战，在伊克昭盟桃力民的骑七师回师临河进攻五原以西新公中的伪蒙第8师。战后，门、傅二人互相埋怨，各说其理，相持不下；门炳岳被傅作义以“作战不利”电呈委座撤职，转任军训部骑兵监中将总监，由该师副师长朱钜林代理师长。朱钜林为人忠厚，接任师长后，对傅作义恭而敬之，唯命是从；傅作义城府很深，对朱钜林表现得倍加信任，门炳岳遗留下的骑7师与傅作义的矛盾逐渐淡薄而消除了。朱钜林作为湖南汉寿人、黄埔六期骑兵科出身，融入傅作义集团，官至兵团中将副司令。
1940年8月，骑六军裁撤，新编骑兵第4师改隶暂编第四军。抗战期间驻河套的部队大都不能按时发饷，好的时候只发半饷（叫做“国难饷”），而作为中央嫡系的骑7师每月都能发八成饷：少校每月可发八十元、上尉五十元、中尉四十元，列兵每月也能发八至十元。当时的生活费用每人每月伙食三元，三天两头还能吃上肉；每匹马每月发马干费九元，当地马料（豌豆）每石(三百斤)才三元，草价就更便宜了。此外，骑七师每个连队既有办公费，还有副杂费，官兵一切生活必需品以及马匹装具等都配发。每逢冬季黄河封冻后，骑七师人马到河西一带驻防，东至包头南大树湾，西至马七渡口，东西二百多华里的黄河沿线与日伪军对峙，趁机与从敌占区走私倒换皮毛、大烟的行商合作“捞外快”，开春后随大部队武装携带到后套便获利几倍。
1941年伊盟警备总司令陈长捷、新26师师长何文鼎、骑七师师长朱钜林等率部3万多人进驻伊盟，计划建立包围陕甘宁边区的北线防共封锁线。中共中央为避免在绥远抗日前线的伊盟同国民党军发生摩擦，指示伊盟工委、八路军骑兵第三营撤回陕甘宁边区。陈长捷借鉴十年前阎锡山搞的绥远后套屯垦经验，成立伊盟“屯垦督办公署”，宣布开垦牧场30万亩，在很短的时间内，达拉特旗发动4次“独贵龙”运动。1943年3月26日伊盟事变发生后，国民党当局指令陈长捷、何文鼎、朱钜林以伊盟守备军、骑7师、新26师军事镇压。中国共产党从坚持团结、坚持抗日的大局出发，主张、促进“伊盟事变”和平解决。在军事镇压失败和全国舆论的压力下，蒋介石、傅作义不得不同意和平解决。伊盟事变当事方向国民党当局提出：陈、何、朱的部队立即撤出伊克昭盟；严惩肇事罪魁陈长捷、何文鼎、朱钜林，释放被捕蒙胞；赔偿蒙胞损失，救济被难蒙胞，抚恤被害蒙胞家属；保证蒙胞享有自治权、信教自由及保存风俗习惯的权利；保证蒙胞人权，不得任意更换军政职员和杀害蒙胞；免征蒙胞土地、驼马牛羊及粮食。经过4个月的反复谈判，国民党当局被迫答应将陈长捷撤职、暂缓开垦蒙地和征派粮畜、暂撤驻扎萨克旗王府的军队、“宣慰”扎萨克、乌审两旗。1943年10月骑7师调出伊盟，1943年冬改隶第六十七军（军长何文鼎），朱钜林升任第六十七军副军长调离骑7师，胡宗南趁机派中央军校七分校骑兵科长张绍武接任骑七师师长。1944年骑7师调出傅作义防区，归属胡宗南系。1945年5月骑7师调静宁整训，担任西兰公路护路工作。
1946年骑七师改为整编骑兵第一旅，旅长张绍武，副旅长张荣甲，驻静宁。1946年底陈陶（中央军校六期骑科）接任旅长。1947年7月编入整编第五军，进驻豫东围攻豫皖苏解放区。1947年12月13日晚，华野第四纵队第12师第34团在尉氏县向西追击骑兵第1旅旅部及第2团，残部约1300多人从湾李村，经相庄村自东向西渡过双洎河，进驻位于平汉铁路上的长葛县官亭寨。当晚共军在寨外佯攻，侦察火力配系。半夜时分，骑一旅还向外求援。12月14日拂晓，开始总攻，激战到当日中午。共击毙500余人，俘400人，突围溃逃200多人。战后，一些马匹被打死，当地群众就割下马肉回家煮食。1948年9月张荣甲升任旅长。1949年1月与邱清泉第2兵团在淮海战役第三阶段被歼灭。